# Basudevi
Basudevi (en népalais : बासुदेवी) est un comité de développement villageois du Népal situé dans le district de Doti. Au recensement de 2011, il comptait 3 344 habitants.